# Boot Camp
Boot Camp er et stykke software fra Apple, der gør det muligt at installere Windows på en Mac OS X-baseret computer. Der er visse begrænsninger i, hvilke Windows-versioner der understøttes af den enkelte OS X-version.
Boot Camp blev oprindeligt publiceret som en gratis betaudgave (uden support) til Mac OS X version 10.4 ("Tiger"), men bliver fra og med Mac OS X version 10.5 ("Leopard") kun distribueret med styresystemet.
Det er lykkedes at installere andre styresystemer end Windows under Boot Camp, herunder Linux.
| Software | Spire Denne artikel om software og programmering er en spire som bør udbygges. Du er velkommen til at hjælpe Wikipedia ved at udvide den. |